# Серпнева рапсодія
«Серпне́ва рапсо́дія» (яп. 八月の狂詩曲) — кінофільм, одна з останніх і найзначніших робіт Акіри Куросави. Фільм присвячений темі пам'яті про атомне бомбардування Нагасакі і тому, як для сучасної людини, не зачепленої трагедією особисто, взагалі можливо автентично вибудовувати своє ставлення до цієї події і говорити про нього, у тому числі через різницю між поколіннями і націями.

## Сюжет
Фільм розповідає про три покоління японської сім'ї та їхнє ставлення до американських атомних бомбардувань їхньої країни.
Кане в 1945 році пережила вибух «Товстуна» над Нагасакі, під час якого загинув її чоловік. Багато років по тому в її сільський будинок на острові Кюсю приїжджають діти й онуки. Онукам нудно з бабусею, її куховарство здається їм несмачним і при першій же нагоді вони вирушають до Нагасакі, що знаходиться неподалік. Там вони бачать місце, де 9 серпня 1945 загинув їхній дід разом з тисячами мирних жителів. Після цього їх відношення до бабусі і вітчизняної історії змінюється.

## Музика до фільму
У сценах, де герої відвідують місця, пов'язані з пам'яттю про атомне бомбардування Нагасакі, як фонова музика використовуються фрагменти творів Антоніо Вівальді «Stabat Mater»: «Cuius animam gementem…» (сцени школи, де загинув дідусь підлітків, рятуючи дітей) та «Stabat Mater dolorosa…» (сцени католицького храму Ураков і меморіалу, розташованого на місці епіцентру вибуху).